# Schneekogel (Ybbstaler Alpen)
Der Schneekogel ist ein 1373 m ü. A. hoher Gipfel des Oisberges in den Ybbstaler Alpen in Niederösterreich.
Der an drei Seiten von der Ybbs umflossene Oisberg bildete an seinem in West-Ost-Richtung verlaufendem Kamm mehrere Erhebungen aus, deren zweithöchste der Schneekogel ist. Der Schneekogel liegt zwei Kilometer südwestlich vom Alpl, welches mit 1405 m die höchste Erhebung des Oisbergs ist. Etwa 400 Meter nordöstlich des Schneekogels befindet sich der Kleine Schneekogel. Der leicht zu bewandernde Schneekogel, dessen Gipfelkreuz zum Schutz vor den Weidetieren eingezäunt ist, gilt als beliebtes Ziel und wird häufig von Opponitz oder Hollenstein an der Ybbs bestiegen. Der Gipfel stellt auch die Grenze der beiden Gemeinden dar.